# Reona
Reona (en japonés: レオナ /ɾe.o̞.na̠/; estilizado como ReoNa, Tokio, 20 de octubre de 1998), es una cantante japonesa, afiliada a Sacra Music. Habiendo estado activa como cosplayer y músico independiente, su debut principal fue en 2018 como la voz cantante del personaje Elza Kanzaki en la serie de anime Sword Art Online Alternative: Gun Gale Online. En agosto de 2018 lanzó su primer sencillo como solista.

## Carrera
Reona nació en Kagoshima el 20 de octubre de 1998. Su interés por el cosplay durante sus años de escuela primaria fue por recomendación de un compañero de clases. Su interés en el cosplay incrementó tras el encargo de un disfraz de la Vocaloid Hatsune Miku. Empezó a participar activamente como cosplayer en la escuela secundaria, y se hizo llamar Reopeko (れおぺこ?)  y ReoNa* cuando asistía a eventos como el Comiket 91 en 2016. También había soñado con convertirse en cantante de anime, y había publicado versiones de canciones en YouTube.
Reona tuvo su oportunidad como cantante en 2017, cuando quedó finalista en una audición celebrada por el sello musical Sacra Music. Hizo su gran debut como cantante al año siguiente como la voz cantante del personaje Elza Kanzaki en la serie de anime Sword Art Online Alternative: Gun Gale Online. Lanzó la canción "Pilgrim" (ピルグリム?) el 15 de abril de 2018; encabezando la lista de sencillos de anime de iTunes Japón, así como los rankings de música digital de Amazon Japón. Esto fue seguido por el lanzamiento de los sencillos digitales "Step, Step" e "Independence". Lanzó el miniálbum Elza el 4 de julio de 2018; el miniálbum alcanzó el número 8 en las listas semanales de Oricon. Su primer sencillo bajo su propio nombre, "Sweet Hurt", fue lanzado el 29 de agosto de 2018; la canción principal se usa como tema final de la serie de anime Happy Sugar Life. Su segundo sencillo "forget-me-not" fue lanzado digitalmente el 13 de enero de 2019 y recibió un lanzamiento físico el 6 de febrero de 2019; la pista del título se utiliza como el segundo tema final de la serie de anime Sword Art Online: Alicization, y el sencillo también incluye la canción "Niji no Kanata ni" (虹の彼方に Beyond the Rainbow?) , que se utiliza como tema final del episodio 19 de la serie de anime Sword Art Online: Alicization.
El sencillo principal de ReoNa "Prologue" fue lanzado el 26 de junio de 2019 bajo el nombre artístico de Elza Kanzaki. Su tercer sencillo, "Null", fue lanzado el 28 de agosto de 2019. Lanzó su cuarto sencillo "Anima" digitalmente el 13 de julio de 2020, y recibió un lanzamiento físico el 22 de julio de 2020; la canción principal está siendo utilizada como tema de apertura de la serie de televisión anime Sword Art Online: Alicization - War of Underworld: Parte 2 ReoNa cantó "Scar/let" como apertura del videojuego Sword Art Online Alicization Lycoris, además de aparecer en el juego como personaje jugable. Lanzó su primer álbum, Unknown, el 7 de octubre de 2020.
ReoNa colaboró con Hiroyuki Sawano en la canción "time"; usada como tema final de la serie de anime The Seven Deadly Sins: Dragon's Judgement . Lanzó su quinto sencillo "Nai Nai" el 12 de mayo de 2021; la canción principal se utilizó como tema final de la primera temporada de la serie de anime Shadows House . Su sexto sencillo "Shall We Dance?" fue lanzado el 27 de julio de 2022; fue utilizado como tema de apertura de la segunda temporada de Shadows House . El sencillo "Alive" de ReoNa se utilizó como tema de apertura del anime Arknights: Prelude To Dawn . Su canción "VITA" apareció como tema principal en el videojuego Sword Art Online: Last Recollection . Lanzó su segundo álbum de estudio, HUMAN, el 8 de marzo de 2023.

## Discografía

### Como Elza Kanzaki

#### Sencillos
| Título         | Año  | Álbum |
| -------------- | ---- | ----- |
| "Pilgrim"      | 2018 | Elza  |
| "Step, Step"   | 2018 | Elza  |
| "Independence" | 2018 | Elza  |
| "Re(a)soN"     | 2018 | Elza  |

#### Miniálbumes
| Título | Detalles del álbum                                                      | Posiciones máximas | Posiciones máximas |
| Título | Detalles del álbum                                                      | JPN                | JPN Hot 100        |
| ------ | ----------------------------------------------------------------------- | ------------------ | ------------------ |
| Elza   | - Lanzamiento: 4 de julio de 2018 - Disquera: Sacra Music - Formato: CD | 8                  | 3                  |

### Como Reona

#### Álbumes
| Título  | Detalles del álbum                                                                                          | Posiciones máximas en las listas | Posiciones máximas en las listas |
| Título  | Detalles del álbum                                                                                          | JPN Oricon                       | JPN Hot 100                      |
| ------- | --- | -------------------------------- | -------------------------------- |
| Unknown | - Lanzamiento: 7 de octubre de 2020 - Disquera: Sacra Music - Formato: CD, CD+BD, CD+BD+Folleto fotográfico | 4                                | 3                                |
| Human   | - Lanzamiento: 8 de marzo de 2023 - Disquera: Sacra Music - Formato: CD, descarga digital, streaming        | 7                                | 6                                |

#### Miniálbumes
| Título                                            | Detalles del álbum                                                                                        | Posiciones máximas | Posiciones máximas |
| Título                                            | Detalles del álbum                                                                                        | JPN                | JPN Hot 100        |
| ------------------------------------------------- | --- | ------------------ | ------------------ |
| 月姫 -A piece of blue glass moon- THEME SONG E.P. | - Lanzamiento: 1 de septiembre de 2021 - Disquera: Sacra Music - Formato: CD, descarga digital, streaming | 5                  | 21                 |
| Naked                                             | - Lanzamiento: 11 de mayo de 2022 - Disquera: Sacra Music - Formato: CD, descarga digital, streaming      | 6                  | —                  |

#### Sencillos

##### Como artista principal
| Título | Año  | Posiciones pico en el gráfico | Posiciones pico en el gráfico | Notas                                                                               | Álbum               |
| Título | Año  | JPN Oricon                    | JPN Hot 100                   | Notas                                                                               | Álbum               |
| --- | ---- | ----------------------------- | ----------------------------- | ----------------------------------------------------------------------------------- | ------------------- |
| Sweet Hurt | 2018 | 26                            | 82                            | Tema final del anime Happy Sugar Life.                                              | Desconocido         |
| Forget-me-not | 2019 | 15                            | 35                            | Segundo tema final del anime Sword Art Online: Alicization.                         | Desconocido         |
| "Null (Kaibutsu no Uta/Lotus/Ketsui no Asani)" (Null(怪物の詩/Lotus/決意の朝に); "Null (Monster Poem/Lotus/On the Morning of Determination)") | 2019 | 19                            | —                             |                                                                                     | Desconocido         |
| Anima | 2020 | 4                             | 16                            | Segundo tema principal del anime Sword Art Online: Alicization – War of Underworld. | Desconocido         |
| "Nai Nai" (ないない; "No No") | 2021 | 9                             | 46                            | Tema final del anime Shadows House.                                                 | Sencillos sin álbum |
| "Shall We Dance?" (シャル・ウィ・ダンス？) | 2022 | 11                            | —                             | Segundo tema principal del anime Shadows House.                                     | Sencillos sin álbum |
| Alive | 2022 | 5                             | —                             | Tema principal del anime Arknights: Prelude To Dawn.                                | Sencillos sin álbum |
| "—" denota elementos que no se registraron.                                                                                                   |      |                               |                               |                                                                                     |                     |

#### Sencillos digitales
| Título                                         | Año  | Álbum               |
| ---------------------------------------------- | ---- | ------------------- |
| "Ougon no Kagayaki"                            | 2020 | Sencillos sin álbum |
| "Till the end"                                 | 2020 | Desconocido         |
| "Untitled World"                               | 2020 | Desconocido         |
| "Scar/let (versión en inglés)"                 | 2020 | Sencillos sin álbum |
| "Anima (josh pan Remix) - SACRA BEATS Singles" | 2022 | Sencillos sin álbum |

##### Como artista destacada
| Título                                                                                                   | Año  | Posiciones pico en el gráfico | Posiciones pico en el gráfico | notas                                                                   | Álbum               |
| Título                                                                                                   | Año  | JPN Oricon                    | JPN Hot 100                   | notas                                                                   | Álbum               |
| --- | ---- | ----------------------------- | ----------------------------- | ----------------------------------------------------------------------- | ------------------- |
| "Time" (SawanoHiroyuki[nZk]:ReoNa)                                                                       | 2021 | —                             | —                             | Tema final del anime Los Siete Pecados Capitales: El juicio del dragón. | IV                  |
| "Sо̄kyū no Fanfare (蒼穹のファンファーレ Fanfare of the Blue Sky?) " (con FictionJunction, ASCA, Eir Aoi) | 2022 | —                             | —                             | Tema musical para el décimo aniversario del anime Sword Art Online.     | Sencillos sin álbum |
| "—" denota elementos que no se registraron.                                                              |      |                               |                               |                                                                         |                     |

## Premios y nominaciones
| Ceremonia de premiación       | Año  | Categoría   | Nominado(s)/trabajo(s)              | Resultado | Ref.   |
| ----------------------------- | ---- | ----------- | ----------------------------------- | --------- | ------ |
| 6.º Premios Crunchyroll Anime | 2022 | mejor final | "Nai Nai" (del anime Shadows House) | Nominada  | [ 41 ] |